# 未来から来たハンター ヨオ
『未来から来たハンター ヨオ』（Il mondo di Yor）は、1983年に制作された映画。

## 概要
監督は著名なイタリアのB級映画監督アントニオ・マルゲリーティ（アンソニー・M・ドーソン名義）、主演はレブ・ブラウン、音楽はグイド&マウリツィオ・デ・アンジェリス、ジョン・スコットがつとめた。
物語の舞台は先史時代と未来の融合した設定であり、また劇中の随所には人気作品からの特徴的な要素の借用が見てとれる。例えば劇中に登場するアンドロイドは、『スター・ウォーズ』シリーズの登場キャラクター、ダース・ベイダーをかなりあからさまにまねたデザインである。これら設定や表現はカルト的な人気を生み、ドイツではDVDの販売もされている。

## あらすじ
BGMにロックバラードが流れるなか、ヨオがカッパドキアにそびえ立つ岩々の周辺をジョギングしている場面から映画は幕を開ける。
すぐ近くの村では、見るからに原始的な女性カラとその付き人パグが狩りをしていた。突如、彼らはトリケラトプスに襲われるのだが、どこからともなく現れたヨオがトリケラトプスの頭をかち割って2人を救う。ヨオはカラたちの暮らす村の人々に迎え入れられ宴が催された。しかしその夜、青い肌をした原始人の一群が村を襲う。ヨオとパグだけが逃げおおせ、ヨオはさらわれたカラをすぐさま助け出すことを誓うのだった。2人は青い原始人たちの跡を追っていき、ねぐらを見つけることに成功する。ヨオは岩陰で大きなバットを振るい、原始人の1人を殺すと、死体とバットをハンググライダーのように使い合わせてねぐらへと突撃。カラを無事助け出し、押し寄せてくる原始人たちを前に退散していった。
こうして幾多の冒険を経ながらも、物語の本筋はヨオが自らのルーツを探ろうとするところにあり、最終的には嵐が吹き荒れるひとつの島にたどり着く。そこでヨオの両親は核兵器による大量虐殺から生き残ったわずかな群衆の一員だったことを知る。そして帝王と呼ばれる悪の男がアンドロイドの軍隊とともに残る核技術を支配しているのだった。